# Ajumako/Enyan/Essiam District
Der Distrikt Ajumako/Enyan/Essiam ist einer von 13 Distrikten der Central Region von Ghana. Der wenig verstädterte Distrikt im Zentrum der Central Region ist in fünf traditionelle „paramouncies“ aufgeteilt, also Herrschaftsgebiete traditioneller Oberhäupter: Ajumako, Denkyira, Essiam, Enyan Abaasa und Enyan Maim. Die Bevölkerung besteht aus verschiedenen Gruppen der Fanti.

## Wirtschaft
Der Distrikt ist überwiegend landwirtschaftlich geprägt. Angebaut werden Kassaven, Mais, Kochbananen, Zitrusfrüchte und Gemüse, als Cash Crops zudem Kakao, Palmöl, Ananas und Apfelsinen. Daneben steht die Weiterverarbeitung von Palmöl im industriellen Maßstab.

## Bedeutende Ortschaften
- Nkwantanum-Esiam
- Enyan Denkyira
- Abaasa
- Ajumako
- Ochiso
- Enyan-Maim
- Kokoben
- Entumbil
- Ajumako-Mando
- Osedzi
- Kromaim
- Onwane
- Ba
- Assasan
- Etsi-Sonkwa
- Techiman (Central Region)
- Eshiem
- Ajumako Kwanyako
- Amia.